# Râul Ursoaia, Suha
Râul Ursoaia este un curs de apă, afluent al râului Suha. 

## Hărți
- Harta județului Suceava